# 菲律賓南五味子
菲律賓南五味子（学名：Kadsura philippinensis）为五味子科南五味子屬下的一个种。

## 扩展阅读
- 維基物種上的相關：菲律賓南五味子